# Księga Papugi
Księga Papugi (pers. Tuti-Name, Tutinama) – opowieść ramowa o treści obyczajowej i moralizatorskiej. Spisana w języku perskim w XIV wieku przez Nechszebiego, jako redakcja wcześniejszych opowieści indyjskich (Śukasaptati). Na fabułę utworu składają się 52 opowiadania, opowiadane podczas kolejnych nocy przez papugę swojej właścicielce, aby ją zainteresować i powstrzymać przed odwiedzeniem kochanka podczas nieobecności męża. Dzieło to jest znane dzięki wielu bogato ilustrowanym manuskryptom, zwłaszcza wersji zawierającej 250 miniatur zamówionej przez cesarza Akbara z dynastii Wielkich Mogołów w latach pięćdziesiątych XVI wieku, na samym początku jego panowania.   

## Historia utworu

### Śukasaptati(Siedemdziesiąt opowieści papugi)
Oryginalny tekst utworu to Śukasaptati (Siedemdziesiąt opowieści papugi), spisany w Indiach w sanskrycie. Powstał prawdopodobnie w XII wieku, aczkolwiek najstarszy zachowany manuskrypt pochodzi z XV wieku. On również bazował na utworach wcześniejszych i sam był podstawą wielu późniejszych adaptacji.   
W 2000 roku opublikowano tłumaczenie Śukasaptati  autorstwa A. N. D. Haksara, pod tytułem Shuka Saptati, seventy tales of the parrot. Jest to pierwsze tłumaczenie oryginalnego utworu w całości, bezpośrednio z sanskrytu na język angielski. 

Strona z Księgi Papugi. Noc trzydziesta piąta. Magik przebrany za bramina odwiedza króla. Najstarsze znane przedstawienie cesarza Akbara. Ze zbiorów Cleveland Museum of Art

### Tuti-Name (Księga Papugi)
Autorstwo tekstu perskiego przypisuje się Nechszebiemu (Zijai ed-din Nechszebi), który w XIV wieku dokonał przekładu i redakcji Śukasaptati, zmienił nazwę na Tuti-Name (Księga Papugi), zredukował liczbę opowieści z 71 (72 ze wstępem) do 52 oraz przerobił zakończenie. 
Utwór to zbiór opowieści o charakterze moralizatorskim i obyczajowym. Kupiec Majmun na czas wyjazdu pozostawił żonę pod opieką ptaków – papugi i majny – oraz nakazał jej słuchać się ich rad. Niewierna Chodżeste planuje nocną schadzkę z kochankiem. Zabija majnę, która próbowała ją powstrzymać. W tej sytuacji papuga rozpoczyna serię opowieści, tak by każdej nocy po zakończeniu każdej historii kobiecie nie starczyło czasu na schadzkę. Udaje jej się to przez 52 noce. Nechszebi zmienił wymowę zakończenia utworu. W wersji oryginalnej kupiec po powrocie wybacza żonie próbę zdrady – w wersji perskiej zabija małżonkę i uwalnia papugę, wybierając życie w samotności. 

### Późniejsze opracowania
Jeszcze za życia cesarza Akbara powstała uproszczona wersja opowieści, pozbawiona charakterystycznych długich i kwiecistych opisów. Dużo bardziej popularna stała się kolejna wersja, autorstwa Mahommeda Kaderiego z XVII wieku, skrócona i uproszczona w stosunku do tekstu Nechszebiego z XIV wieku. Kaderi zmniejszył liczbę opowiadań z 52 do 35, i usunął rozbudowane, plastyczne opisy. 

## Manuskrypty

### Manuskrypt Akbara
Bogato ilustrowana kopia Tuti-Name to jeden z najwcześniejszych manuskryptów łączonych z postacią cesarza Akbara, jednego z najwybitniejszych władców z dynastii Wielkich Mogołów. Powstała na dworze cesarza około 1560 roku. Oryginał znajduje się w Cleveland Musum of Art.
Manuskrypt znany jest przede wszystkim z licznych i bogatych ilustracji, stanowiących artystyczne przejście pomiędzy wcześniejszymi dziełami a dojrzałym stylem ilustracji kojarzonym z dworem Akbara. Przykładem późniejszego stylu jest Hamzanama, nad którą prace zaczęły się około 1562 roku. 
W manuskrypcie można znaleźć najwcześniejsze znane przedstawienie cesarza Akbara.
Istnieje również drugi, późniejszy manuskrypt, datowany na 1580 rok i przechowywany w Chester Beatty Library w Dublinie.

Strona z Księgi Papugi. Noc osiemnasta. Papuga zwraca się do Chodżeste. Ze zbiorów Cleveland Museum of Art

### Manuskrypt w posiadaniu biblioteki Uniwersytetu Wrocławskiego
Jedna z późniejszych kopii Księgi Papugi przechowywana jest w Bibliotece Uniwersytetu Wrocławskiego (sygnatura „Ms. Or. I 56"). W 1927 roku została przekazana do dawnej Biblioteki Uniwersyteckiej we Wrocławiu (Staats- und Universitätsbibliothek) przez hrabiego Hansa Georga von Oppersdorffa(1866–1948), jej wcześniejsze losy są niepewne. Księga o wymiarach 27 x 19 cm zawiera 97 miniatur w technice gwaszu ze złoceniami. Autorem ilustracji był artysta z tzw. szkoły timurydzkiej, a miniatury powstały prawdopodobnie na terenie Kaszmiru w 2. połowie XVIII wieku. Księga zapisana jest tuszem w kolorze czarnym i czerwonym. Kopista podpisał się jako Alidżan Abbas. Miejsce sporządzenia wskazuje się jako Dar As-Saltana. Oprawa tekturowa, oklejona skórą i pokryta laką.

## Tłumaczenia
Podstawą dużej liczby tłumaczeń stała się wersja Mahommeda Kaderiego z XVII wieku, zawierająca tylko 35 opowiadań. Pierwsze tłumaczenie na język angielski powstało w 1792 roku. Polskie tłumaczenie Tuti-Name zostało wydane w latach pięćdziesiątych XX wieku pod tytułem Księga Papugi. Polska wersja, autorstwa Wandy Markowskiej i Anny Milskiej, opiera się na dwóch tłumaczeniach z pierwszej połowy XIX wieku – na angielski i na niemiecki.